# Canoabo (paroisse civile)
Pour les articles homonymes, voir Canoabo.
Canoabo est l'une des trois paroisses civiles de la municipalité de Bejuma dans l'État de Carabobo au Venezuela. Sa capitale est Canoabo.

## Géographie

### Démographie
La paroisse civile, outre sa capitale Canoabo, comporte quelques petites localités entourant la capitale :
- Canoabito
- Canoabo
- La Sabana
- Las Rosas
- Los Rastrojos
- Palmichal
- Valle Hondo

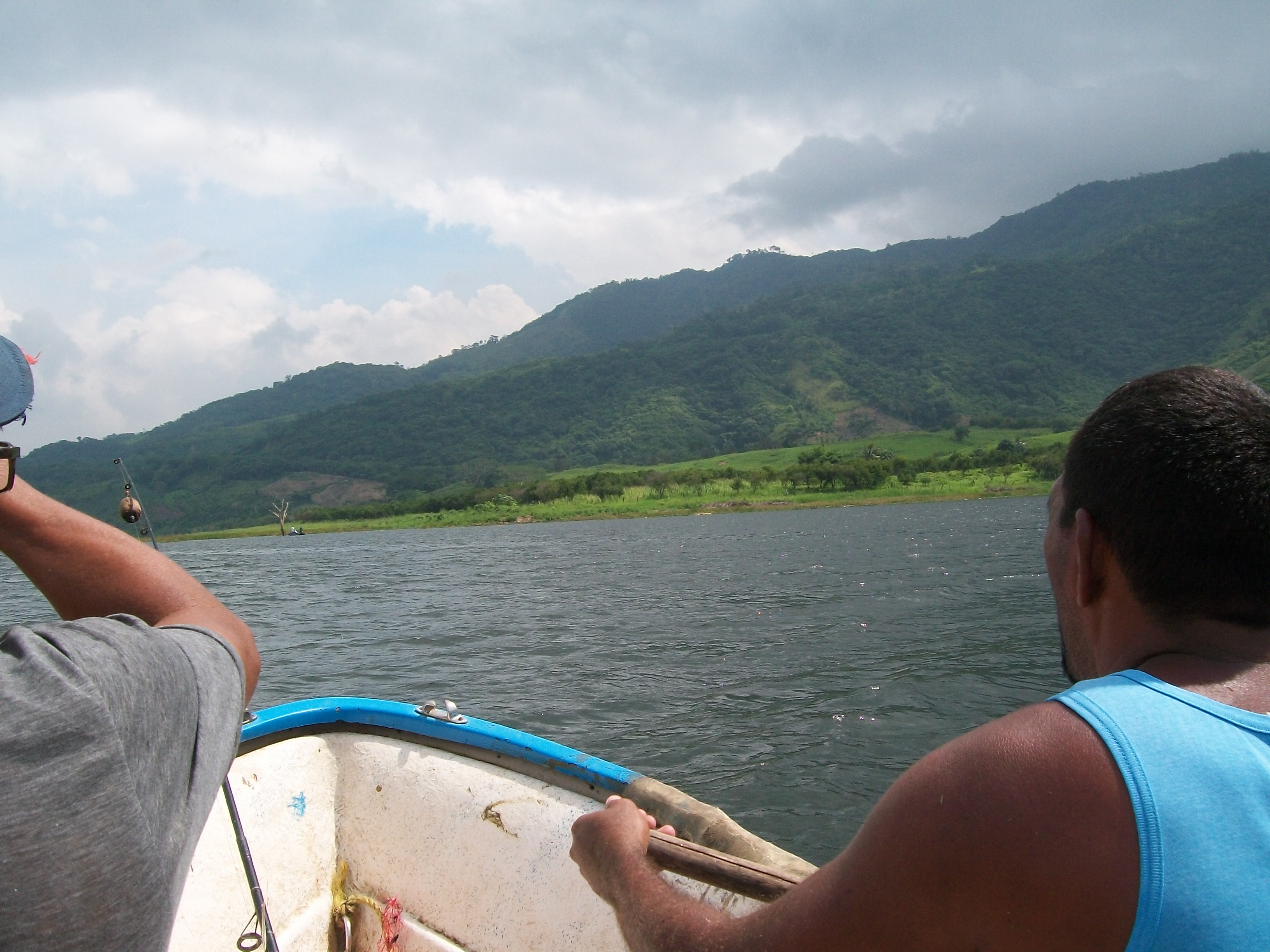
Des pêcheurs sur le réservoir de Canoabo.
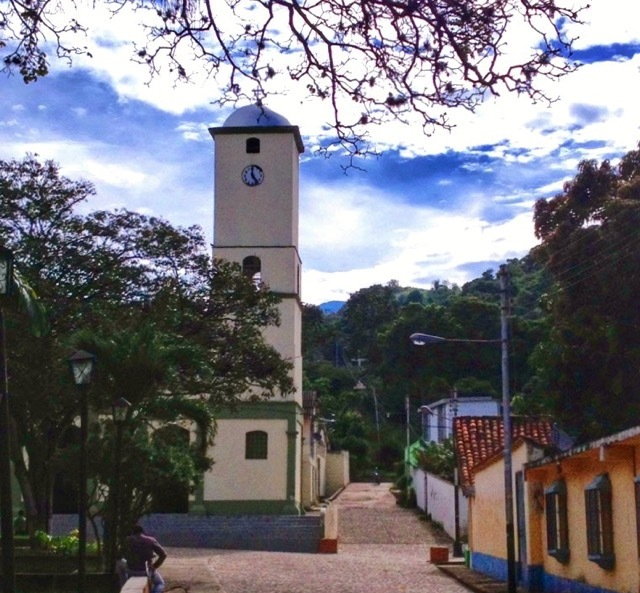
Vue de l'église San-José à Canoabo, capitale de la paroisse civile.